# Bazilika svatého Remigia (Remeš)
Bazilika Saint-Rémi (sv. Remigia z Remeše) byla součástí benediktinského kláštera stojícího na jihovýchodní straně historického města Remeš, asi 1,5 km od katedrály. Klášter je spojen s počátky křesťanství ve Francii.

## Historie
Opatství bylo založeno okolo roku 790 za arcibiskupa Tilpina na hrobě svatého Remigia (†533). Remešský biskup Remigius (francouzsky Rémi) patrně v roce 496, po bitvě u Tolbiacu, pokřtil franského krále Chlodvíka I. s jeho bojovníky a zahájil tak obrat Franků ke křesťanství a tím i budování pozdější Francie. V opatství se nacházela Svatá Ampule s korunovačním olejem a bylo sídlem řádu svaté Ampule.
Klášter, který stál na antickém pohřebišti mimo městské hradby, byl roku 930 opevněn na obranu proti Normanům a Maďarům a od roku 945 se připojil k reformnímu hnutí z Cluny. Roku 1049 vysvětil papež Lev IX. nový kostel, který 1098 vyhořel a byl pak ve 12. století obnoven a rozšířen. Loď kostela byla rozšířena směrem na západ o dvě gotická pole, boční zdi zesíleny opěrnými pilíři a dřevěný strop nahrazen klenbou. Z této doby pocházejí i barevná okna v chóru. V 16. století byl přestavěn jižní portál a v chóru postaveno renesanční sloupoví.
Klášterní budovy byly přestavěny v 17. a 18. století, kapitulní síň a chodby v přízemí však zůstaly zachovány. Za revoluce roku 1792 byli mniši vyhnáni, kostel však zůstal nepoškozen a užíval se jako farní. V 19. století byl kostel opraven a dostavěna severní věž. 1. srpna 1918 byl kostel těžce poškozen německou dělostřelbou, zničeno vnitřní zařízení i cenné varhany. Opravy se pak táhly po celé 20. století.

## Popis

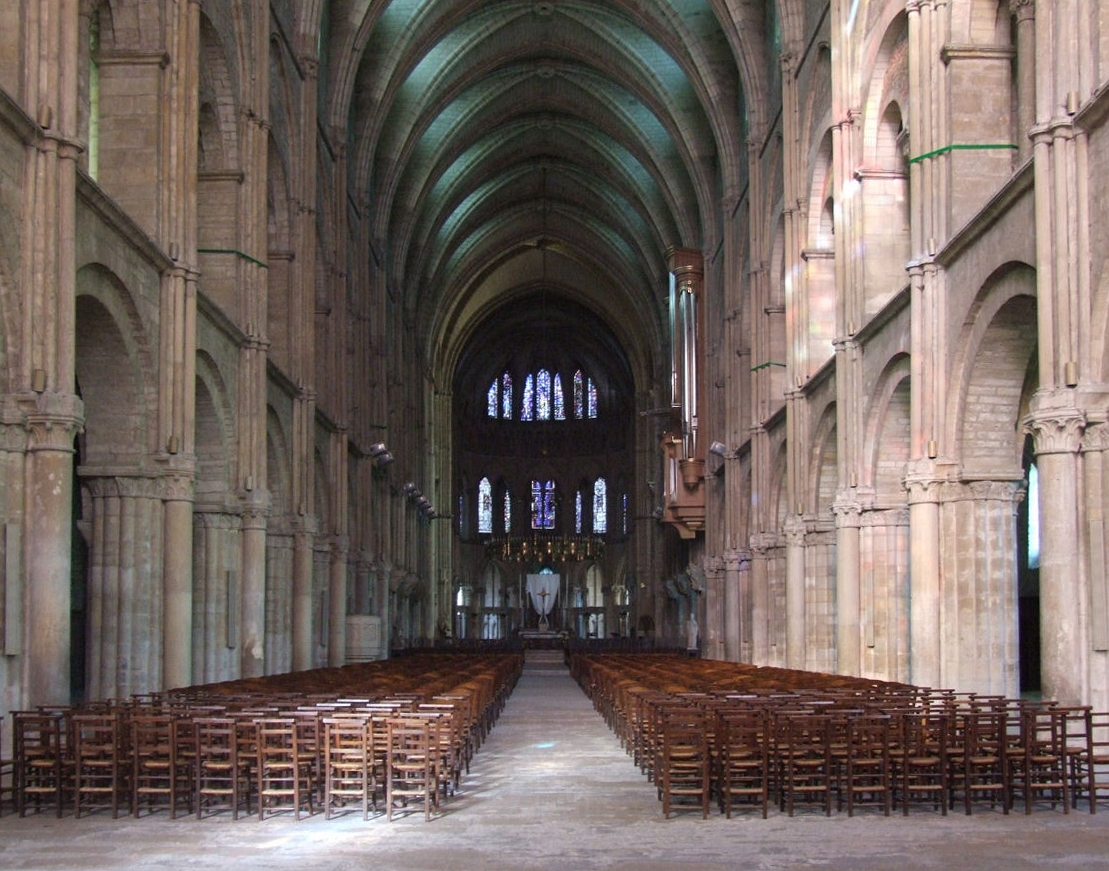
Interiér basiliky St-Rémi

Kostel o délce 126 m má půdorys trojlodní basiliky, s chórovým ochozem a věncem kaplí. Mohutné západní průčelí má dvě věže (výška 56 m), levá (severní) věž byla dostavěna v 19. století. Nejstarší zachovanou částí stavby je románská loď s křížením. Chór je ze 12. století, stejně jako barevná okna, kdežto gotická klenba v lodi, vnější opěrný systém a poslední dvě pole se západním průčelím pocházejí ze 13. století. Výška klenby v lodi je 26 m.

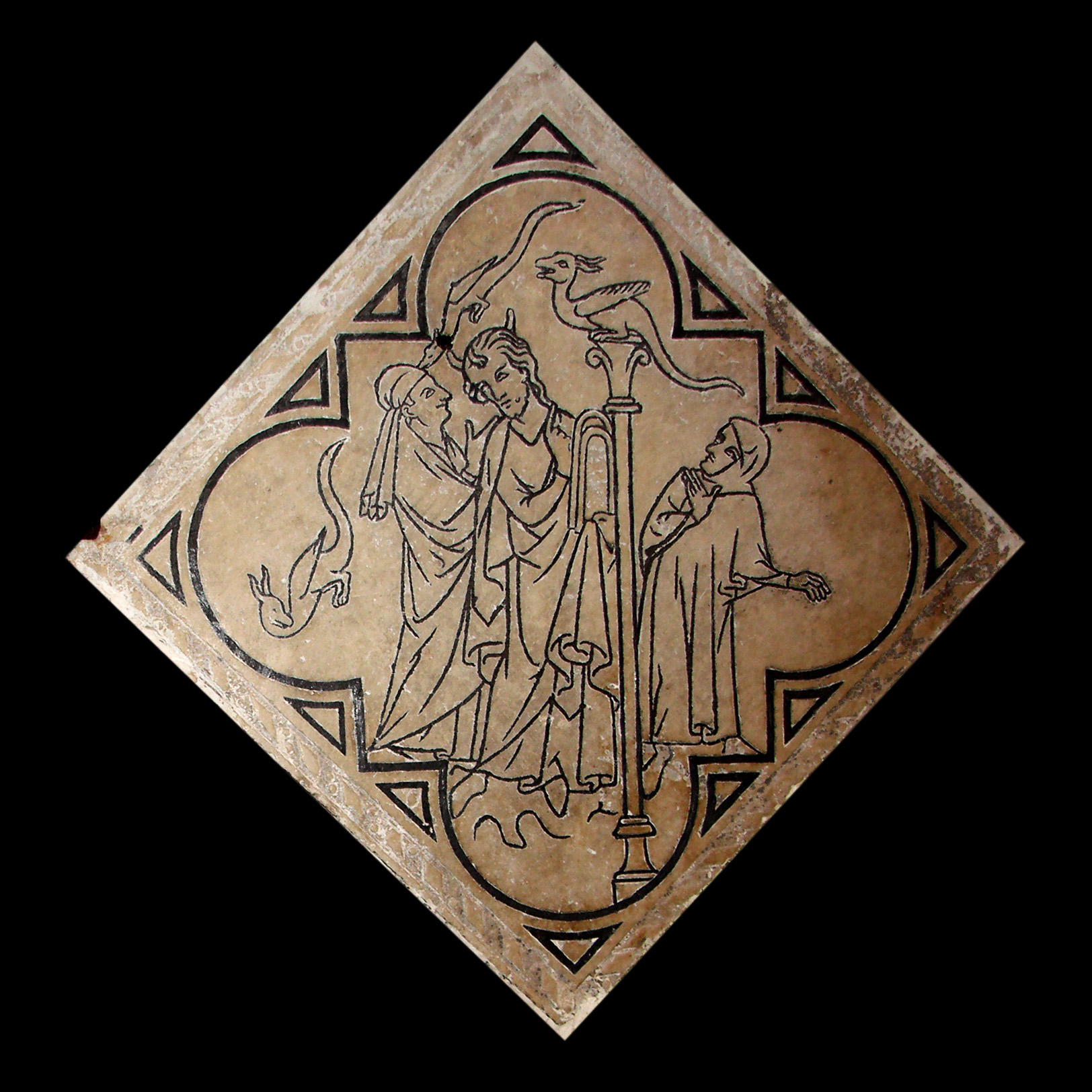
Dlaždice z chóru

V chóru je renesanční kolonáda (sloupořadí) a památník svatého Remigia a zde pohřbených franských a francouzských králů. Na stěně severní lodi blízko křížení je zachován zbytek ozdobné kamenné dlažby z 13. století, původně z chóru, s biblickými výjevy. Kresby jsou provedeny jako olověné výplně v kameni. Vnitřní zařízení kostela bylo většinou zničeno, zachovala se však řada cenných kamenných plastik a soch. Nové varhany byly dokončeny roku 2000.
Pro velkou historickou hodnotu bylo opatství společně s remešskou katedrálou a Palácem Tau zapsány na Seznam světového dědictví UNESCO.

## Okna v bazilice (12. století)

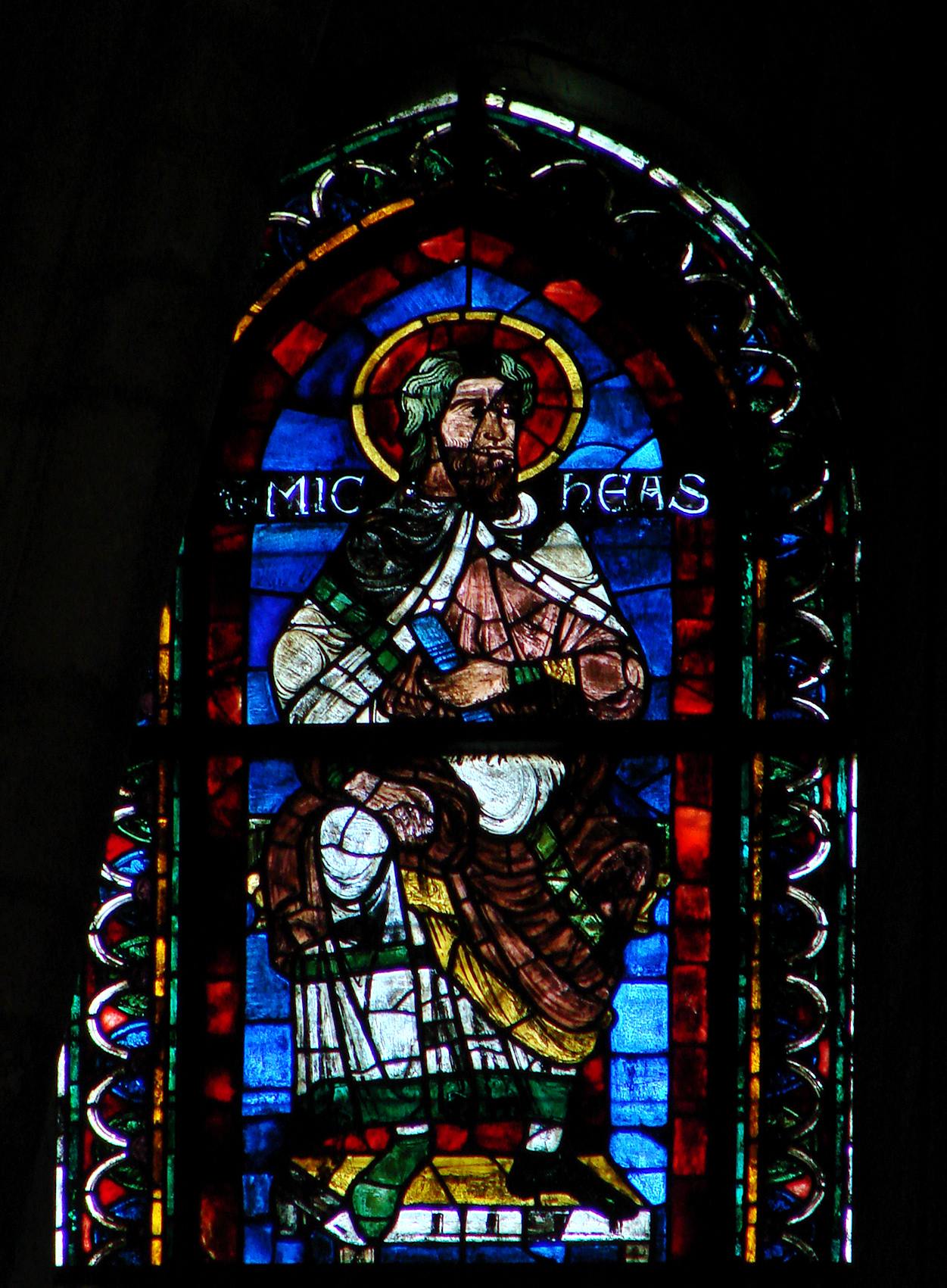
Prorok Micheáš
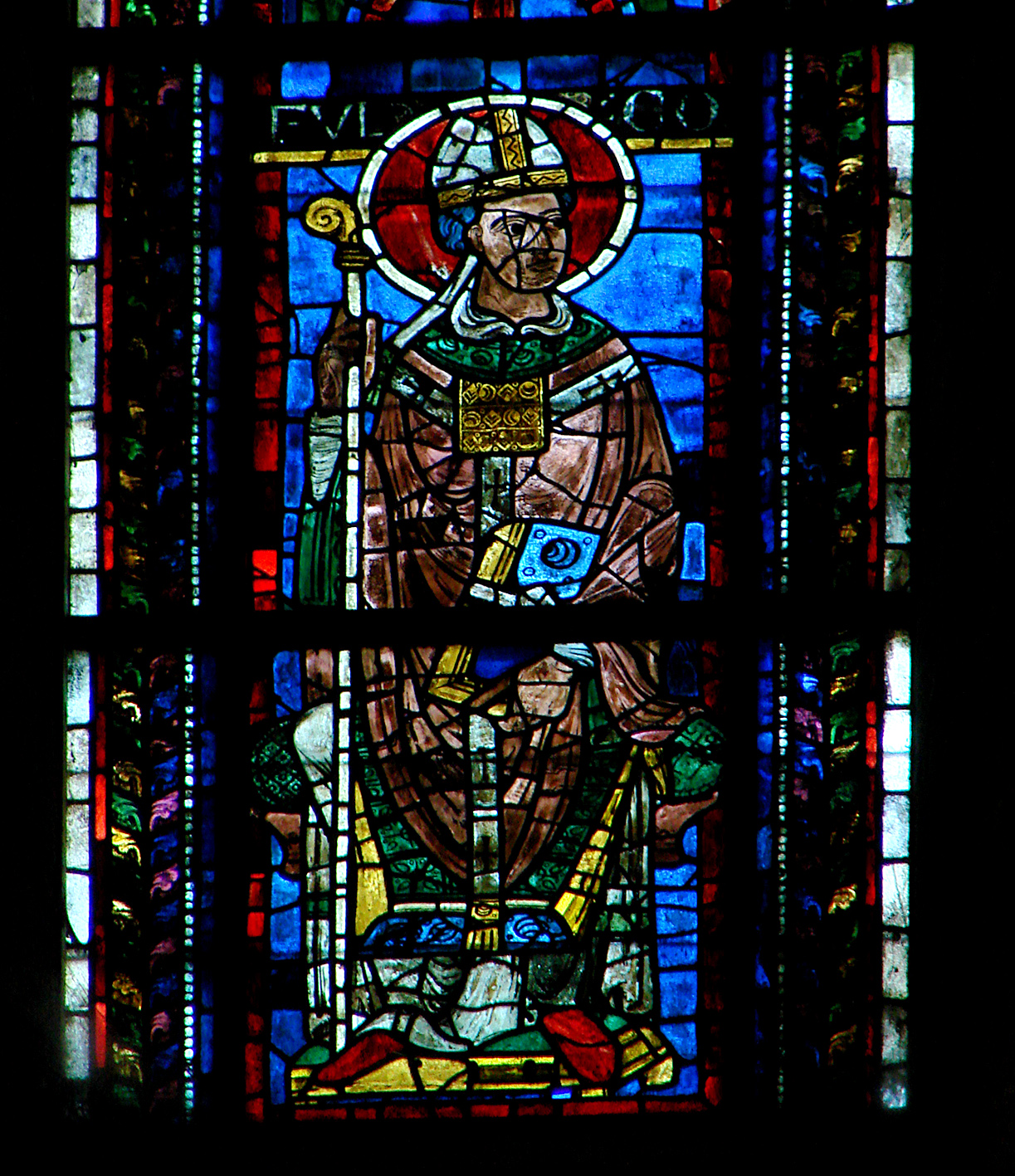
Arcibiskup
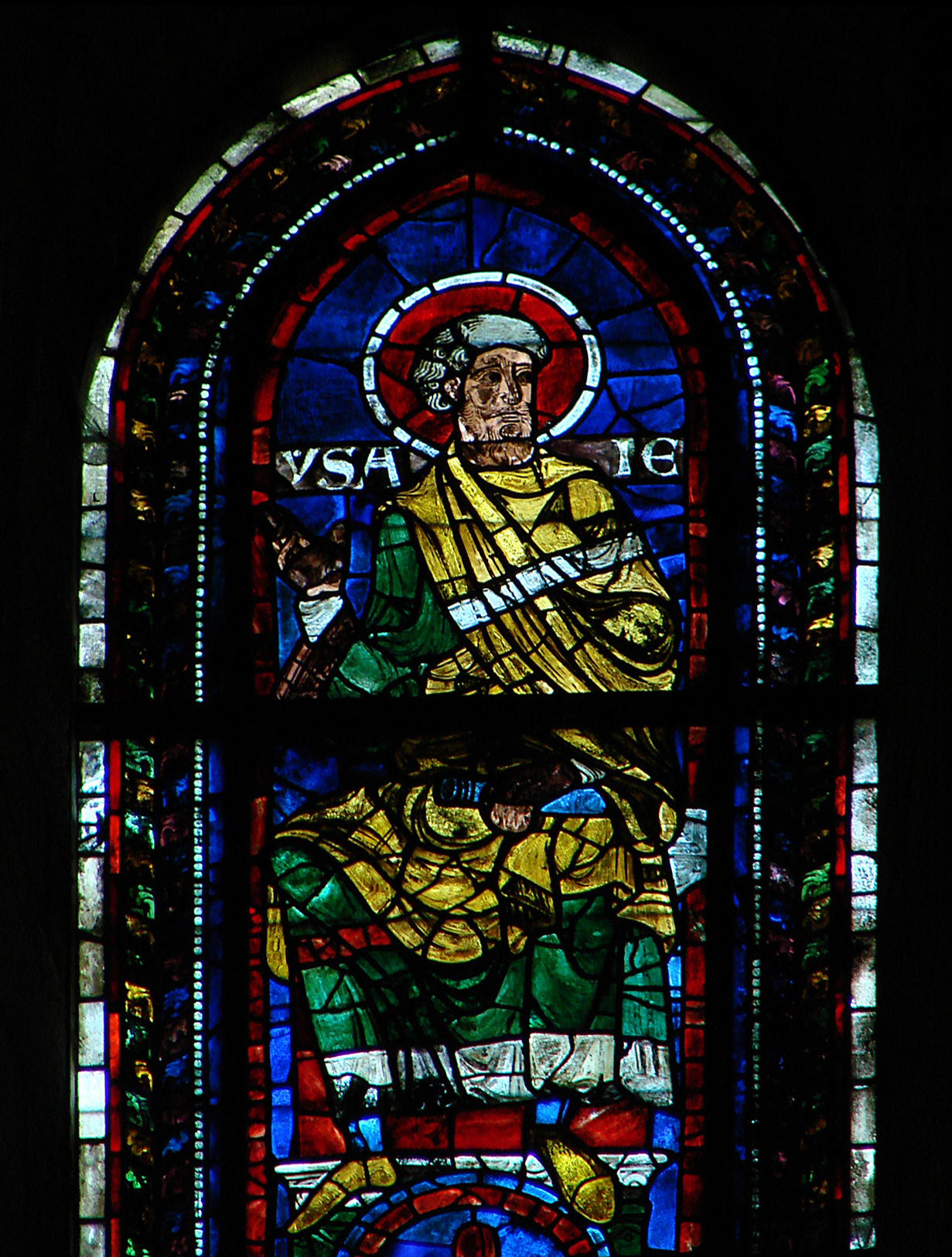
Prorok Izajáš
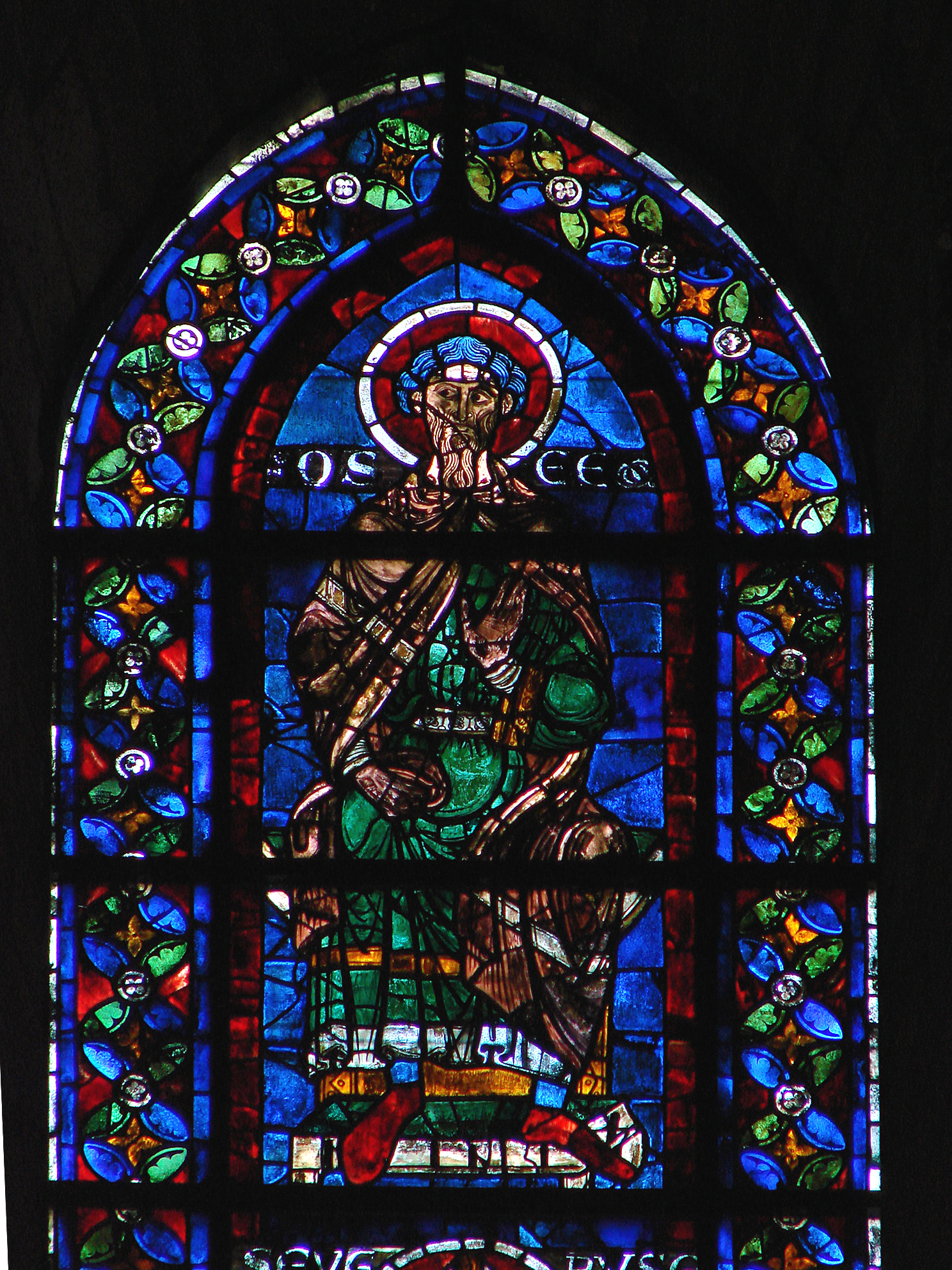
Prorok Ozeáš